# Bad Reputation
Bad Reputation – ósmy studyjny album muzyczny irlandzkiego zespołu hardrockowego Thin Lizzy wydany w 1977 roku. 

## Lista utworów
| 1. | „Soldier of Fortune” (Lynott)                                         | 5:18  |
|    |                                                                       |       |
| 2. | „Bad Reputation” (Downey, Gorham, Lynott)                             | 3:09  |
|    |                                                                       |       |
| 3. | „Opium Trail” (Downey, Gorham, Lynott)                                | 3:58  |
|    |                                                                       |       |
| 4. | „Southbound” (Lynott)                                                 | 4:27  |
|    |                                                                       |       |
| 5. | „Dancing in the Moonlight (It’s Caught Me in Its Spotlight)” (Lynott) | 3:26  |
|    |                                                                       |       |
| 6. | „Killer Without a Cause” (Gorham, Lynott)                             | 3:33  |
|    |                                                                       |       |
| 7. | „Downtown Sundown” (Lynott)                                           | 4:08  |
|    |                                                                       |       |
| 8. | „That Woman’s Gonna Break Your Heart” (Lynott)                        | 3:25  |
|    |                                                                       |       |
| 9. | „Dear Lord” (Gorham, Lynott)                                          | 4:26  |
|    |                                                                       |       |
|    |                                                                       | 35:50 |
|    |                                                                       |       |

## Single
1. „Dancing In The Moonlight”
2. „Bad Reputation”

## Wykonawcy
- Brian Downey – perkusja, instrumenty perkusyjne
- Scott Gorham – gitara
- Phil Lynott – gitara basowa, śpiew, gitara akustyczna, harmonijka ustna
- Brian Robertson – śpiew, gitara, instrumenty klawiszowe

### Gościnnie
- Mary Hopkin-Visconti – śpiew w utworze „Dear Lord”
- John Helliwell – saksofon, klarnet